# Свейтн Б'єрнссон
Заголовок цієї статті — це ісландське ім'я, де Свейтн — особове ім'я, а Б'єрнссон — ім'я по батькові. 
Свейтн Б'є́рнссон (ісл. Sveinn Björnsson, [ˈsveitn̪ ˈpjœsːɔn]; 27 лютого 1881, Копенгаген — 25 січня 1952, Рейк'явік) — ісландський політик, правник та дипломат, перший президент Республіки Ісландія з часу здобуття незалежності 1944 року.

## Біографія
1907 року Свейтн закінчив правничі студії Копенгагенського університету. Згодом переїхав до Ісландії, де став депутатом міської ради Рейк'явіка. В 1914—1916 рр. був членом парламенту. Коли 1918 року Ісландія здобула певний рівень автономії, Свейтн став президентом столиці. 1920 року його знову було обрано до парламенту, а також призначено на посаду посла Ісландії в Копенгагені (1920—1924, 1926—1940). 
25 травня 1944 року відбувся референдум щодо незалежності Ісландії, за підсумками якого було проголошено незалежність країни у формі республіки. 17 червня того ж року Альтинг вибрав Свейтна першим президентом Ісландії терміном на один рік. Згодом його двічі переобирали на цю посаду у 1945 та 1949 рр. Помер на посаді президента 25 січня 1952 року.